# معتمدية السرس
معتمدية السرس إحدى معتمديات الجمهورية التونسية، تابعة لولاية الكاف.

### مواضيع ذات علاقة
- ولاية الكاف.